# Ancholeptodesmus alticola
Ancholeptodesmus alticola är en mångfotingart som beskrevs av Henri W. Brölemann 1919. Ancholeptodesmus alticola ingår i släktet Ancholeptodesmus och familjen Chelodesmidae. Inga underarter finns listade i Catalogue of Life.